# Radara tincturalis
Radara tincturalis là một loài bướm đêm trong họ Noctuidae.